# Dianthus elbrusensis
Dianthus elbrusensis är en nejlikväxtart som beskrevs av Charadze. Dianthus elbrusensis ingår i släktet nejlikor, och familjen nejlikväxter. Inga underarter finns listade i Catalogue of Life.